# Internationale Kommission zum Schutz des Rheins

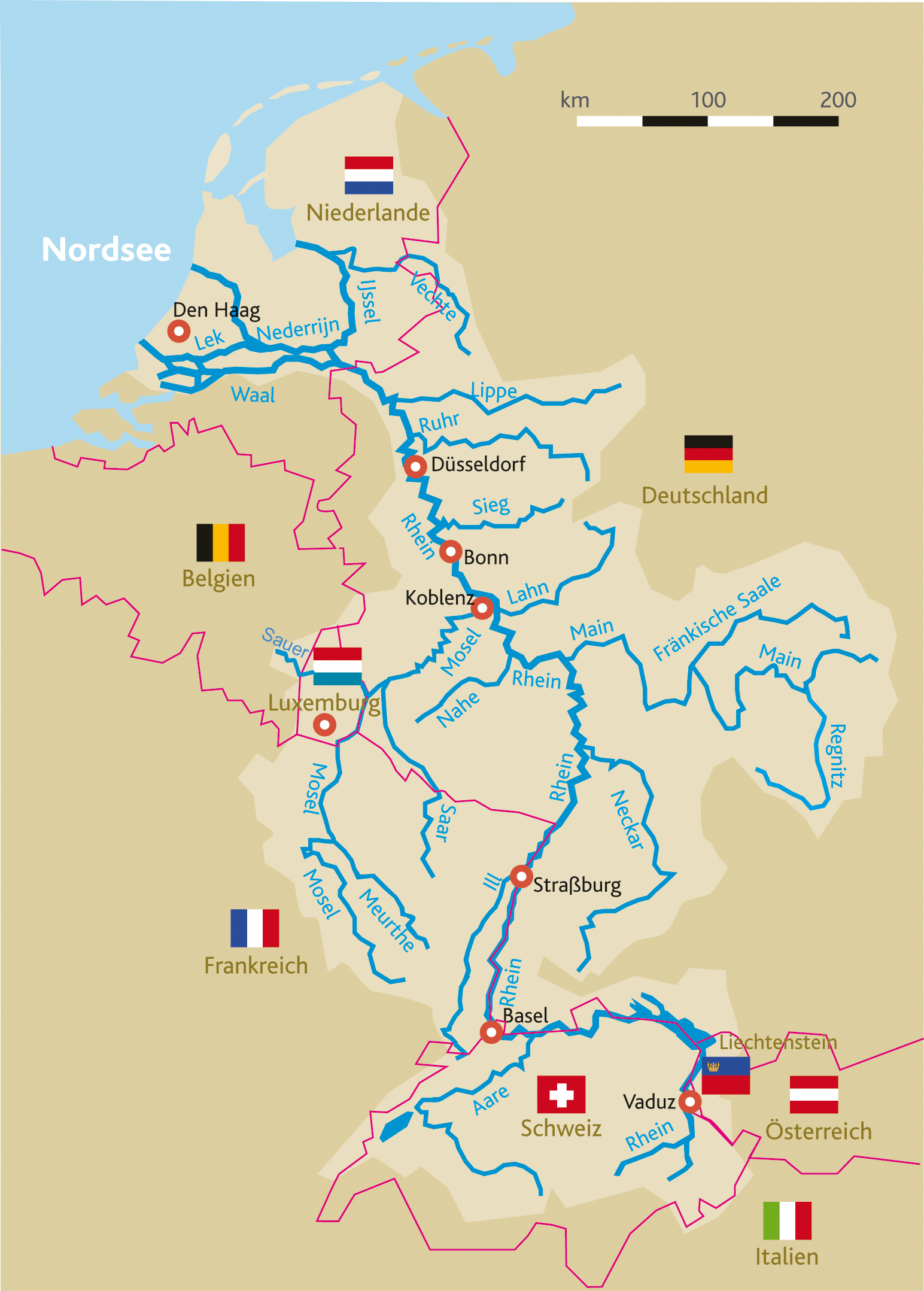
Karte des Einzugsgebiets des Rheins

In der Internationalen Kommission zum Schutz des Rheins (IKSR) arbeiten seit 1950 die Staaten im Rheineinzugsgebiet auf der Basis eines völkerrechtlichen Übereinkommens zusammen, um die vielfältigen Nutzungen und den Schutz des Gewässers in Einklang zu bringen. Schwerpunkte der grenzüberschreitenden Arbeit sind die Sicherstellung einer guten Wasser- und Sedimentqualität, die nachhaltige Entwicklung des Rheins und seiner Auen, der gute Zustand aller Gewässer im Einzugsgebiet, das Management von Hoch- und Niedrigwasser sowie der Klimawandel.

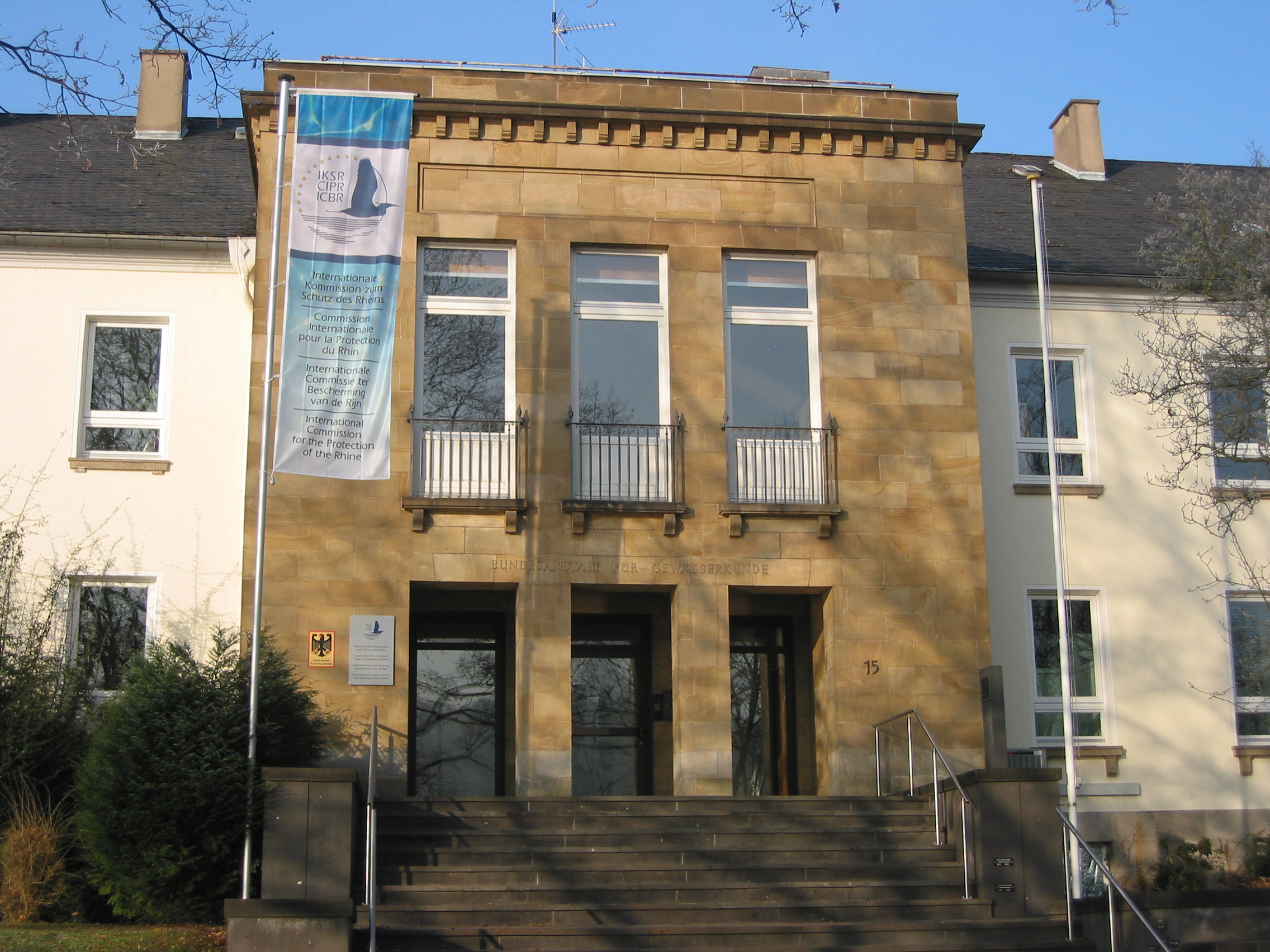
Sitz des Sekretariats der IKSR in Koblenz

## Geschichte der IKSR
Die IKSR wurde am 11. Juli 1950 von den Rheinanliegerstaaten Deutschland, Frankreich, Luxemburg, den Niederlanden und der Schweiz gegründet – mit dem Ziel, die Verschmutzung des Rheins zu untersuchen, Mess- und Analysemethoden zu vereinheitlichen, Messdaten auszutauschen und Gewässerschutzmaßnahmen umzusetzen. 1976 trat die EWG (heute EU) der IKSR bei. Für die Umsetzung europäischer Richtlinien wurde die grenzüberschreitende Kooperation 2010 auf die Staaten Österreich, Liechtenstein und die belgische Region Wallonien ausgeweitet.
Neben der Zentralkommission für die Rheinschifffahrt (ZKR), deren Ursprünge bis 1815 zurückreichen, ist die IKSR damit eine der ältesten internationalen Flussgebietskommissionen weltweit. Die ab den 1970er Jahren zunehmenden sichtbaren Erfolge der internationalen Zusammenarbeit – darunter eine deutliche Verbesserung der Wasserqualität – führten dazu, dass weltweit weitere Flussgebietskommissionen nach dem Vorbild der IKSR gegründet wurden. Die Internationale Kommission zum Schutz der Elbe (IKSE) wurde 1990 und die Internationale Kommission zum Schutz der Donau (IKSD) wurde 1998 gegründet. Beide Kommissionen arbeiten wie die IKSR auf Basis völkerrechtlicher Übereinkommen und setzen sich für den Gewässerschutz und die nachhaltige Nutzung der Flüsse ein.
Das Chloridübereinkommen der IKSR, auch „Salzabkommen“ genannt, wurde 1976 unterzeichnet. Es sollte die Salzbelastung des Rheins verringern. Das Abkommen sah eine schrittweise Reduzierung der Chlorid-Einleitungen vor. In der ersten Phase sollte hauptsächlich Salz in den Untergrund verpresst werden. Dadurch wurden die Einleitungen um 20 kg/s reduziert. Ein Zusatzprotokoll von 1991 begrenzte die Chloridkonzentration an der deutsch-niederländischen Grenze auf 200 mg/l und beinhaltete weitere Maßnahmen zur Reduzierung der Einleitungen und Umleitung von Wasser.
Der Großbrand von Schweizerhalle ereignete sich am 1. November 1986 im Industriegebiet „Schweizerhalle“ bei Basel in der Schweiz und löste eine Giftwelle im Rhein aus. Eine Lagerhalle des damaligen Chemiekonzerns Sandoz (heute Novartis) mit Chemikalien geriet in Brand. In dessen Folge gelangte mit Pflanzenschutzmitteln belastetes Löschwasser in den Rhein, was zu einem Fischsterben flussabwärts bis Mannheim führte. Infolge des Sandoz-Störfalls intensivierte sich die Zusammenarbeit, was zur Ausarbeitung des Aktionsprogramms Rhein führte. Am 1. Oktober 1987 wurde in Straßburg das Aktionsprogramm Rhein von den zuständigen Ministerien der Rheinanliegerstaaten in Zusammenarbeit mit der IKSR verabschiedet. Ein wesentlicher Bestandteil dieses Programms ist das System zur Information und Warnung von Rhein-Anliegern (Rheinalarm). festiegte.
Die 14. Rhein-Ministerkonferenz hat im Oktober 2007 die IKSR beauftragt, eine gemeinsame und umfassende Strategie zur Verringerung und Vermeidung der Einträge von Mikroverunreinigungen aus der Siedlungsentwässerung und anderen Quellen in den Rhein und seine Nebengewässer zu erarbeiten.
Im Februar 2020 haben die zuständigen Ministerinnen das Programm „Rhein 2040“ verabschiedet. Es zielt auf ein nachhaltig bewirtschaftetes Rheineinzugsgebiet mit wertvollen Lebensadern für Mensch und Natur ab, das resilient gegenüber den Auswirkungen des Klimawandels ist. Anknüpfend an die Ziele und die Bilanz des Vorgängerprogramms „Rhein 2020“ definiert das Programm „Rhein 2040“ neue Ziele für das Jahr 2040.
Den gegenwärtigen Herausforderungen begegnet das Programm mit vier Handlungsfeldern:
1. Vernetzte Lebensräume – mehr Biodiversität
2. Gute Wasserqualität
3. Minderung der Hochwasserrisiken
4. Niedrigwasser verkraften

Dabei unterstützt „Rhein 2040“ die Erreichung des „guten chemischen und ökologischen Zustands bzw. Potenzials“ entsprechend der EG-Wasserrahmenrichtlinie und zielt auf eine Verringerung der Hochwasserrisiken entsprechend der Zielsetzung der EG-Hochwasserrisikomanagementrichtlinie ab.

## Organisation der IKSR
Die Gründungsmitglieder Schweiz, Deutschland, Frankreich, Luxemburg und die Niederlande sowie die Europäische Union (EU) sind Vollmitglieder der IKSR. Liechtenstein, Österreich und die belgische Region Wallonien haben Beobachterstatus. Italien gehört formal zur internationalen Flussgebietseinheit Rhein. Sein geografischer Anteil am Flusseinzugsgebiet ist sehr gering und größtenteils unbewohnt. Daher nimmt Italien in der Praxis nicht an den Arbeiten der IKSR teil.
Die Präsidenten der IKSR werden durch die Mitgliedstaaten und der EU im Rotationsverfahren bestimmt. Dabei erfolgt ein Wechsel der Präsidentschaft alle drei Jahre zwischen den Vollmitgliedern.
Arbeits- und Expertengruppen mit festgelegtem Mandat bearbeiten Fachfragen (zum Beispiel Wasserqualität, Grundwasser, Biodiversität, Hochwasser und Niedrigwasser), die sich aus der Umsetzung des Übereinkommens zum Schutz des Rheins und aus dem europäischen Recht ergeben. Die Mitgliedstaaten entsenden ihre Delegierten in diese Gruppen. Der Vorsitz der Kommission wechselt alle drei Jahre. Einmal jährlich findet die Plenarsitzung statt.
Neben den Staaten mit Beobachterstatus wurden Nichtregierungsorganisationen (NRO; englisch Non-governmental organization, NGO) und andere zwischenstaatliche Organisationen von der IKSR als Beobachter anerkannt und können mit Rederecht an den Gremiensitzungen teilnehmen.
1964 wurde ein Sekretariat in Koblenz eingerichtet. Die Arbeitssprachen der IKSR waren nach der Gründung zunächst Deutsch und Französisch, später wurden diese um Niederländisch ergänzt.
Die Rheinministerkonferenzen fassen Beschlüsse in politischen Fragen. Im Jahr 1972 kamen zum ersten Mal die für den Gewässerschutz verantwortlichen Minister der Vertragsparteien zusammen. Von 1972 bis 2020 gab es insgesamt 16 Rheinministerkonferenzen.

## Rechtliche Grundlage
Die Grundlage der internationalen Zusammenarbeit ist das Übereinkommen zum Schutz des Rheins. Es wurde am 12. April 1999 von Vertretern der Regierungen der fünf Staaten Frankreich, Deutschland, Luxemburg, Niederlande und Schweiz sowie der Europäischen Gemeinschaft unterzeichnet. Damit bekräftigten sie formal, den wertvollen Charakter des Rheins sowie seiner Ufer und Auen durch verstärkte Zusammenarbeit künftig weiter zu schützen. Das Übereinkommen ersetzt den Berner Vertrag von 1963 sowie das Chemieübereinkommen von 1976 und wird durch die Geschäfts- und Finanzordnung der IKSR ergänzt.

## Wasser- und Sedimentqualität

### Wasserqualität
Seit ihrer Gründung befasst sich die IKSR mit der Wasserqualität des Flusses. Durch geringere Schad- und Nährstoffeinleitungen aus Industrie und Kommunen hat die Belastung mit Schwermetallen und anderen Schadstoffen im Rhein abgenommen. Der Sauerstoffgehalt des Wassers ist gestiegen.
Der Internationale Warn- und Alarmplan Rhein (IWAP) stellt ein seit 1982 etabliertes System zur zeitnahen Kommunikation und Meldung von Unfällen mit wassergefährdenden Stoffen im Rheineinzugsgebiet dar. Das Ziel des IWAP besteht in der Meldung plötzlicher Verunreinigungen sowie der Information der zuständigen Behörden, um Maßnahmen zur Schadensbegrenzung zu ergreifen. Das System umfasst nationale und regionale Behörden sowie sieben internationale Hauptwarnzentralen.
2019 wurden die IKSR-Empfehlungen zur Reduzierung von Mikroverunreinigungen fertiggestellt und veröffentlicht. Bis 2040 sollen diese um mindestens 30 % reduziert werden. Von 22 im Sedimentmanagementplan 2009 identifizierten Risikogebieten wurden an zehn Standorten die Sanierungen erfolgreich abgeschlossen.

### Sedimentqualität
Der Sedimentmanagementplan der IKSR liefert einen Überblick über die Verschmutzung der Sedimente im Rhein und seinen Nebenflüssen. Er klassifiziert Sedimente je nachdem, wie stark sie mit Schadstoffen belastet sind und lokalisiert Sedimentbereiche, die ein Risiko für die Wasserqualität darstellen. Der Plan zeigt auf, wo im Sedimentbereich die Wasserqualität gefährdet ist und schlägt Maßnahmen vor, um das Risiko zu verringern. Die Hauptschadstoffe sind Hexachlorbenzol (HCB), Cadmium und Polychlorierte Biphenyle (PCB).
Bei den analysierten giftigen Substanzen handelt es sich um Altlasten, die früher in den Rhein eingeleitet wurden und sich heute noch an den Sedimenten und Schwebstoffen befinden. Die Sedimente spiegeln somit die Verschmutzungen der Flüsse wider, die über einen längeren Zeitraum stattgefunden haben.
Bis 2027 soll ein Konzept für ein quantitatives Sedimentmanagement entwickelt werden.

## Ökologie
Seit 1987 befasst sich die IKSR mit ökologischen Fragen, zum Beispiel mit der Biodiversität des Rheins und seiner Auen. Durch Maßnahmen der IKSR-Staaten hat sich der ökologische Zustand des Rheins deutlich verbessert: Rheinauen werden wieder überschwemmt, Altarme haben wieder Verbindung zum Fluss und auf einigen Strecken sind Uferstrukturen ökologisch verbessert. Die Zahl der Tier- und Pflanzenarten hat zugenommen. Der Lachs und andere Wanderfische können seit 2016 von der Nordsee aus bis südlich von Straßburg im Rhein aufwärts wandern.

### Fischpässe

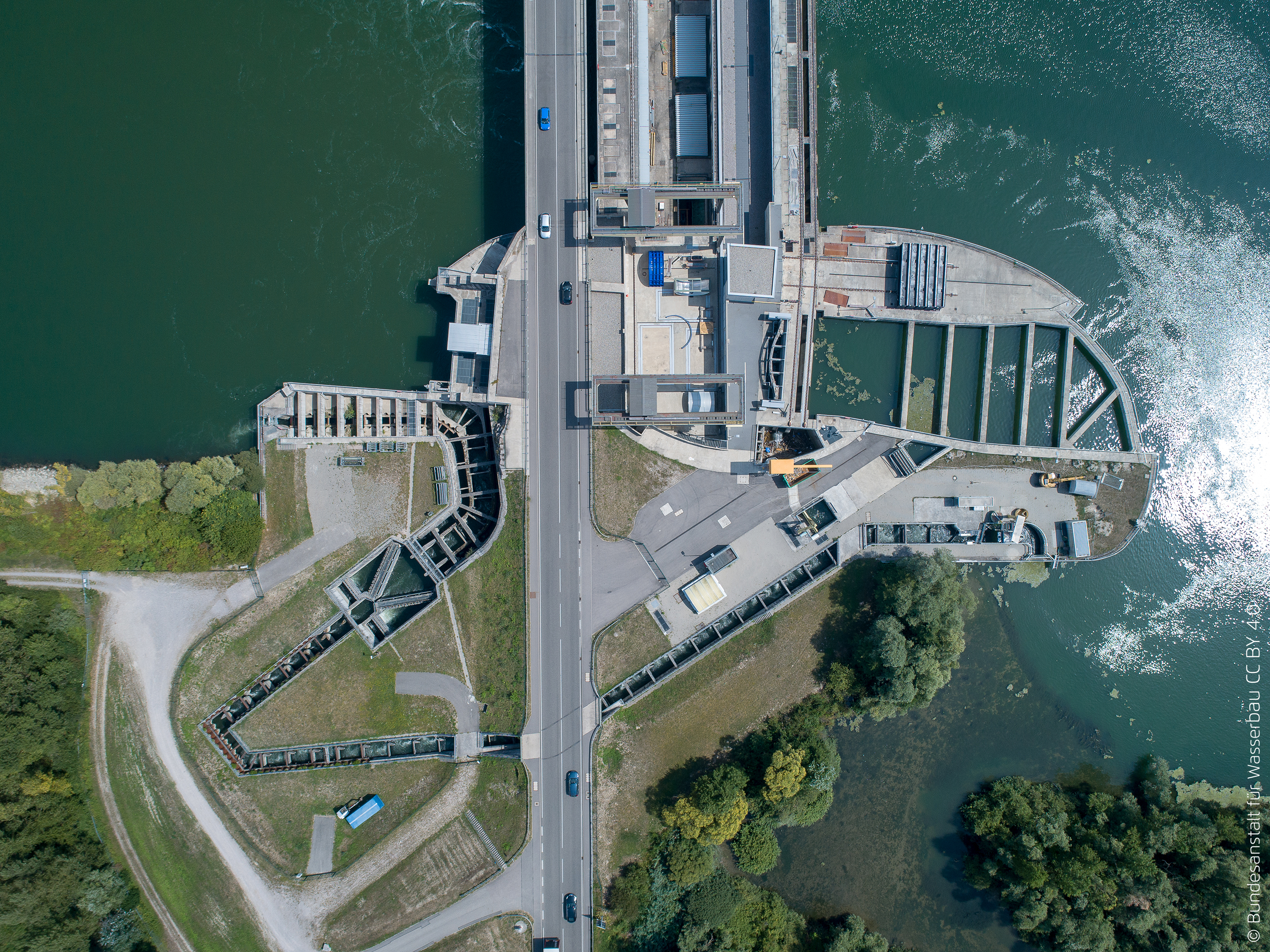
Fischtreppe am Rheinkraftwerk Iffezheim

1987 wurde ein Maßnahmenprogramm aufgestellt, das unter anderem die Wiederansiedelung des Lachses im Rhein zum Ziel hat. Eines der Projekte hierzu war der Bau der Fischpässe in Iffezheim und Gambsheim, der mit dem Vertrag vom 4. März 1997 beschlossen wurde.

#### Iffezheim
Der Kanal, der einem Wildbach nachempfunden ist, besteht aus 37 hintereinander liegenden Einzelbecken mit einer Wassertiefe von 1,5 m und einer Gesamtlänge von 300 m. Der Fischpass Iffezheim wurde 2000 eingeweiht, Gambsheim wurde 2006 in Betrieb genommen.
Im Zusammenhang mit dem Fischpass wurde eine Lockstromturbine in Betrieb genommen.
Der im Nachgang gebaute Fischpass in Gambsheim erfuhr aufgrund der Erfahrungen in Iffezheim einige konstruktive Änderungen.

#### Gambsheim

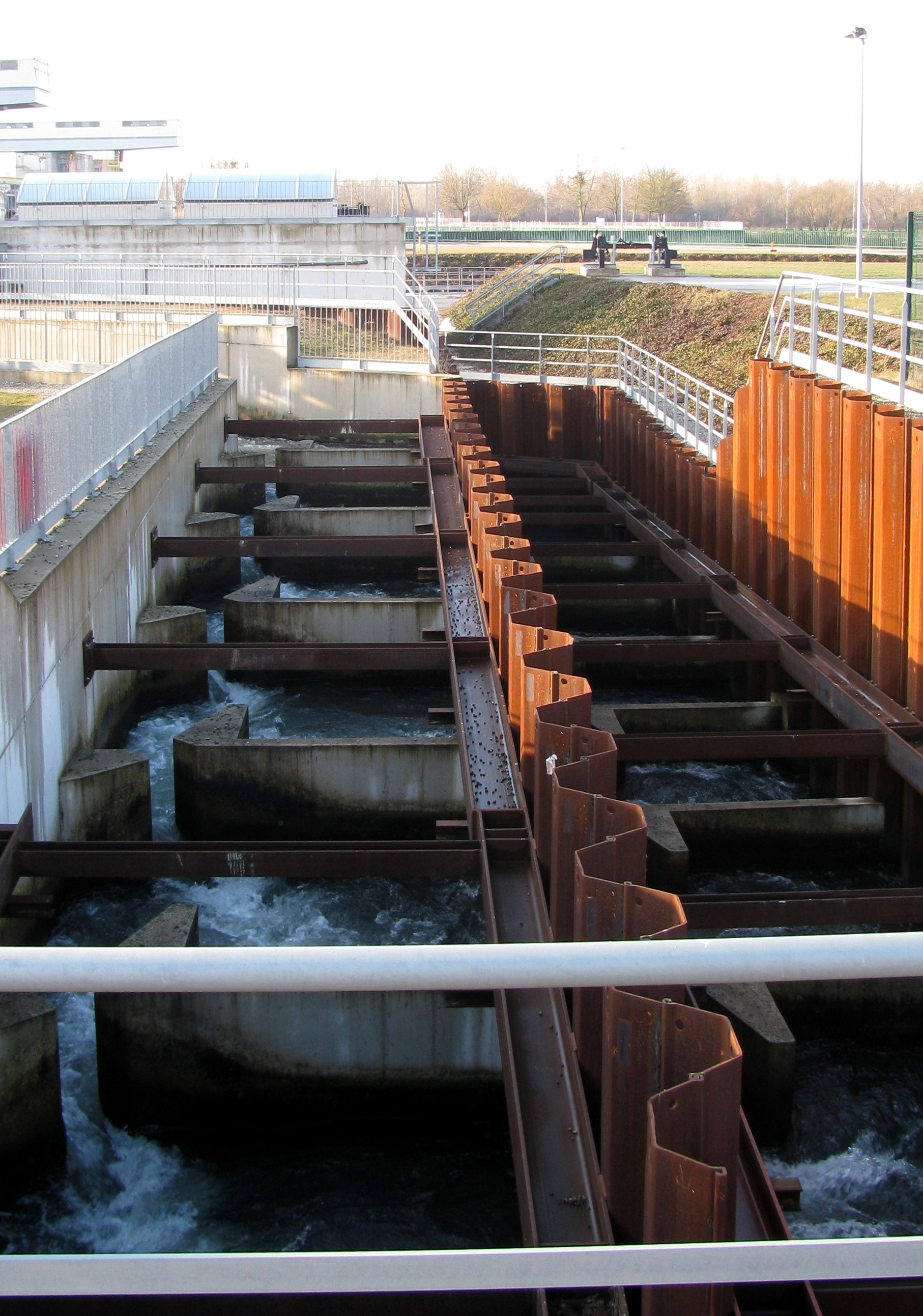
Ein Teil der Fischtreppe

Nach dem erfolgreichen Test der Fischtreppe in der Staustufe Iffezheim wurde im April 2004 mit der Errichtung einer Fischtreppe in der Staustufe Gambsheim auf der Grenzinsel zwischen Deutschland und Frankreich begonnen. Die Inbetriebnahme erfolgte im Jahr 2006. Die Fischtreppe ermöglicht Wanderfischen den Zugang zu den weiter flussaufwärts gelegenen Nebenflüssen, die in die Vogesen und den Nordschwarzwald führen, wie beispielsweise die Kinzig und ihr Zufluss Schutter.
Die Fischtreppe ist eine wichtige Informationsquelle, um die Fischfauna im Rhein zu beurteilen und den Erfolg von Wiederansiedlungsprogrammen einzelner Fischarten zu messen. Sie hat drei Einstiege im Unterwasser der Staustufe, die unterschiedlich starke Strömungen aufweisen. Diese drei Einstiege werden in einem Verteilbecken zusammengeführt, von wo aus die eigentliche Fischtreppe zum Oberwasser der Staustufe beginnt.
Die drei Eingänge zur Fischtreppe werden über ein Verteilbecken und Lockstromturbinen angesteuert. So entstehen für verschiedene Fischarten jeweils interessante Strömungen. Oberhalb des Verteilbeckens, also in der Fischtreppe, müssen die Fische eine etwa 200 Meter lange Kaskade aus 39 Becken überwinden. Der Boden ist mit einer Kiesschicht bedeckt, auf der sich Lebewesen ansiedeln können. Am Ende der Beckenkaskade haben die Fische das Oberwasser der Staustufe erreicht.
Im Mai 2007 wurde ein Informationszentrum eröffnet, das auch die Beobachtung und Zählung der wandernden Fische ermöglicht. Dafür wurden drei Aquarienfenster installiert.
Für die Wiederherstellung der ökologischen Durchgängigkeit des Rheins zwischen Straßburg und Basel sowie seiner Nebenflüsse hat die IKSR 2009 einen „Masterplan Wanderfische Rhein“ ausgearbeitet, der 2018 aktualisiert wurde.

## Hoch- und Niedrigwasser

### Hochwasser
Die Staaten im Rheineinzugsgebiet arbeiten seit 1995 daran, durch Hochwasser verursachte Schäden und Risiken im Rahmen des Hochwasserrisikomanagements zu verringern. Bestandteil ist der IKSR-Rheinatlas mit Hochwassergefahren- und Hochwasserrisikokarten.

### Niedrigwasser
Nach Niedrigwasser in den Jahren 2003, 2018 und 2022 behandelte die IKSR das Thema verstärkt. 2018 wurde ein Bestandsaufnahme der Niedrigwasserverhältnisse am Rhein veröffentlicht. Zudem wird sein Niedrigwassermonitoring betrieben, das in Form einer Karte des Rheineinzugsgebiets mit Angabe der Rheinpegel zur Verfügung steht.

## Klimawandel
Die IKSR verfügt über eine Klimawandelanpassungsstrategie aus dem Jahr 2015, die bis 2025 aktualisiert werden soll.

### Wassertemperatur
Die langjährigen Untersuchungen zeigen, dass die Wassertemperaturen im Rhein mit den Lufttemperaturen im Rheineinzugsgebiet deutlich zusammenhängen. Besonders hohe Lufttemperaturen, wie sie zum Beispiel in den Sommern 2003 und 2006, spiegeln sich in den Wassertemperaturen wider. Von 1978 bis 2011 steigt die Wassertemperatur im Schnitt um etwa 1 bis 1,5 °C an. Sie steigt nicht gleichmäßig, sondern vor allem in den Jahren 1987 bis 1989. Dies wurde durch die Nordatlantischen Oszillation (NAO), die damals besonders stark war, verursacht. Die NAO sorgt dafür, dass im Winter warme Meeresluft nach Westeuropa einströmt. Die Kraftwerke, die Wärme einleiten, heizen das Wasser zusätzlich auf. Rund 60 % der genehmigten Wärmeinleitungen erfolgen über den Rhein, insbesondere auf einem kurzen Stück zwischen Karlsruhe und Worms. Die Temperaturerhöhung bis Mainz kommt hauptsächlich von den Wärmeeinleitungen auf dieser Strecke, und nur zu einem kleinen Teil von der natürlichen Erwärmung. Die großen Nebenflüsse Neckar, Main und Mosel tragen in den Winter- und Herbstmonaten überwiegend zu einer geringen Entlastung bei, während in den Sommermonaten keine Entlastung messbar ist. Außerdem gibt es mehr Tage mit Wassertemperaturen von 22 °C oder 25 °C. Im letzten Jahrzehnt waren es deutlich mehr als in den Jahrzehnten davor.

## Vorgängerprogramme
1987, ein Jahr nach dem Fischsterben infolge des Brands beim Chemiekonzern Sandoz bei Basel, verabschiedete die Rheinministerkonferenz mit dem „Aktionsprogramm Rhein“ das erste integrale Programm zum Schutz des Rheins. Es beinhaltete auch das „Lachs 2000“ mit der Idee, den 1958 im Rheinsystem ausgestorbenen Lachs wieder am Rhein anzusiedeln.
Nach dem Rheinhochwasser 1993 (auch „Weihnachtshochwasser“ genannt) im Dezember 1993 und Januar 1994, das ein Jahrhunderthochwasser des Mittelrheins und Niederrheins sowie weiterer Nebenflüsse (u. a. Mosel, Nahe, Neckar, Saar) war, verabschiedete die Rheinministerkonferenz 1998 in Rotterdam den „Aktionsplan Hochwasser“.
Im Januar 2001 verabschiedeten die Rheinminister das Programm „Rhein 2020“. Die Minister legten damit messbare Ziele für die Bereiche Ökologie, Hochwasser, Wasserqualität und Grundwasserschutz fest.
Bei der Rheinministerkonferenz 2020 in Amsterdam wurde Bilanz zum Programm „Rhein 2020“ gezogen.

## EU-Richtlinien
Die internationale Zusammenarbeit stützt sich auf die rechtliche Basis des Übereinkommens zum Schutz des Rheins sowie verschiedener Europäischer Richtlinien und Verordnungen, die eine koordinierte Umsetzung im gesamten Flusseinzugsgebiet erfordern, wie zum Beispiel die Europäische Wasserrahmenrichtlinie, die Europäische Hochwasserrichtlinie, die EG-Aalverordnung und andere. Die Schweiz und Liechtenstein als Nicht-EU-Mitglieder nehmen freiwillig an der grenzüberschreitenden Abstimmung der EU-Richtlinien im Rheineinzugsgebiet teil.

## Besucherzentren
Die Besucherzentren entlang des Rheins sowie in seinem Einzugsgebiet kooperieren miteinander. Auf der Internetseite der IKSR wurde eine Liste der Besucherzentren veröffentlicht.

## Auszeichnungen
Im Jahr 2014 wurde der Thiess International Riverprize an die Internationale Kommission zum Schutz des Rheins (IKSR) verliehen. Die Auszeichnung würdigt die erfolgreichen Bemühungen der IKSR, den Rhein von einem stark verschmutzten Fluss in einen gesunden Fluss zu verwandeln. Der Preis ist mit einem Geldbetrag von 280.000 Australischen Dollar dotiert und wurde für die Aktivitäten der IKSR verwendet.